# Black Bonzo
Black Bonzo är ett band från Skellefteå som spelar 60- och 70-talshårdrock/progressiv rock med influenser från Deep Purple, Queen, Kaipa, Wishbone Ash, Uriah Heep, King Crimson (1:a album) och tidig Camel med flera.

## Historik
Gruppen bildades i en källare i Skelleftehamn under namnet Gypsy Sons of Magic och spelade en mer psykedelisk rock. Efter en del byten och avhopp av bandmedlemmar skapades slutligen Black Bonzo med lite omgruppering i bandet och byte av musikstil. De spelade in en demo under namnet Gypsy Sons of Magic. År 2004 släppte bandet ut sitt första album Lady of the Light. Senare år 2007 släppte bandet albumet Sound of the Apocalypse. Bandet turnerade i England år 2008. År 2009 efter sommaren släpptes Guillotine Drama tillsammans med en CD-box i Japan. Boxen innehöll alla album. Samma år hoppade Nicklas Åhlund av bandet och ersattes av Klas Holmgren. Vid 2010 blev det problem med skivbolaget B&B Records som slutade med att bandet bytte namn till Gin Lady, som sedan 2012 hunnit släppa fyra studioalbum.

## Medlemmar
Senaste medlemmar
- Anthon Johansson – basgitarr
- Magnus Lindgren – sång
- Klas Holmgren – orgel, piano, mellotron, synthesizer
- Mikael Israelsson – trummor
- Joakim Karlsson – gitarr

Tidigare medlemmar
- Patrick Leandersson – basgitarr (2004 – Lady of the Light)
- Nicklas Åhlund – orgel, piano, mellotron (2004–2009)

## Bilder
RoSFest 2008

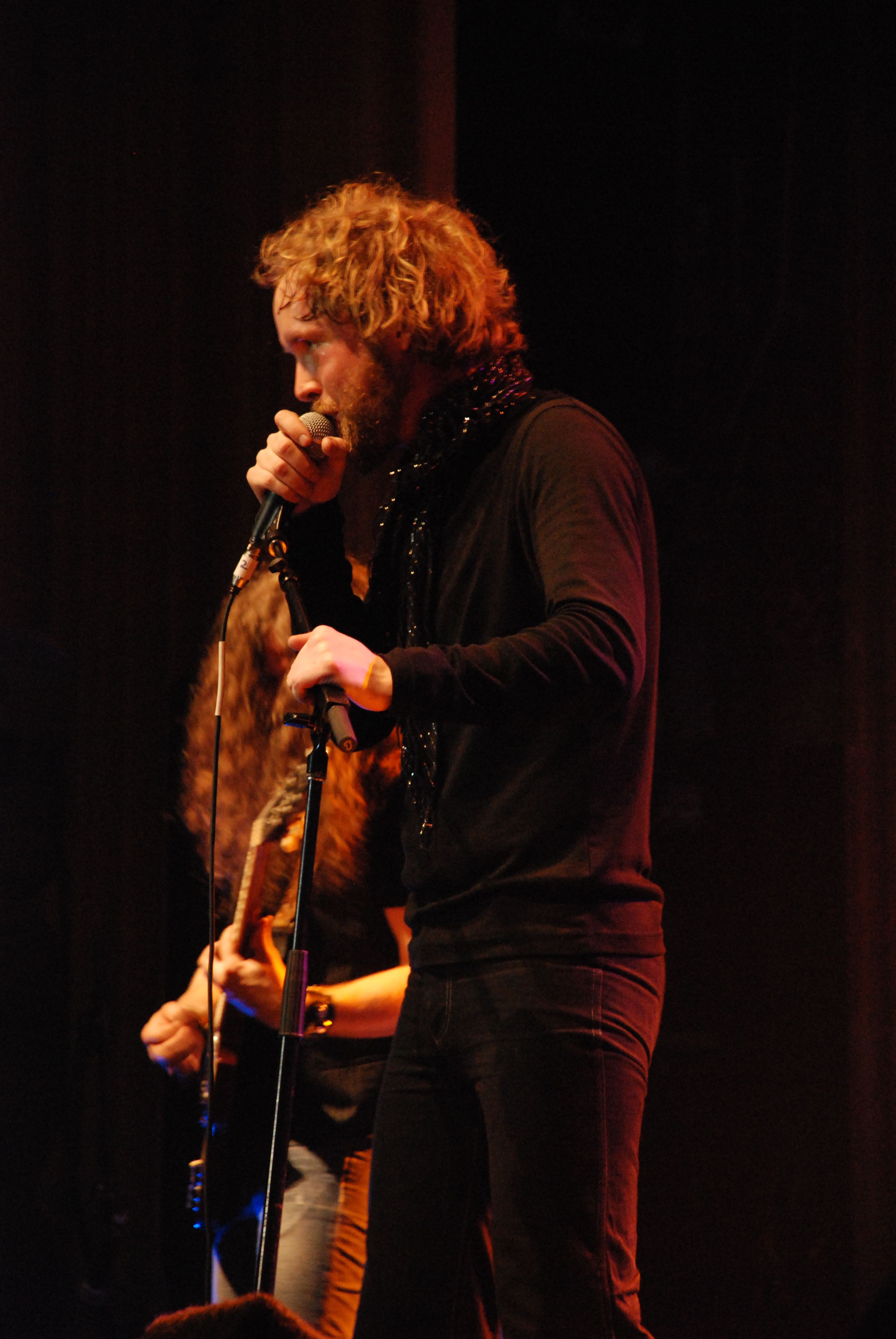
Magnus Lindgren
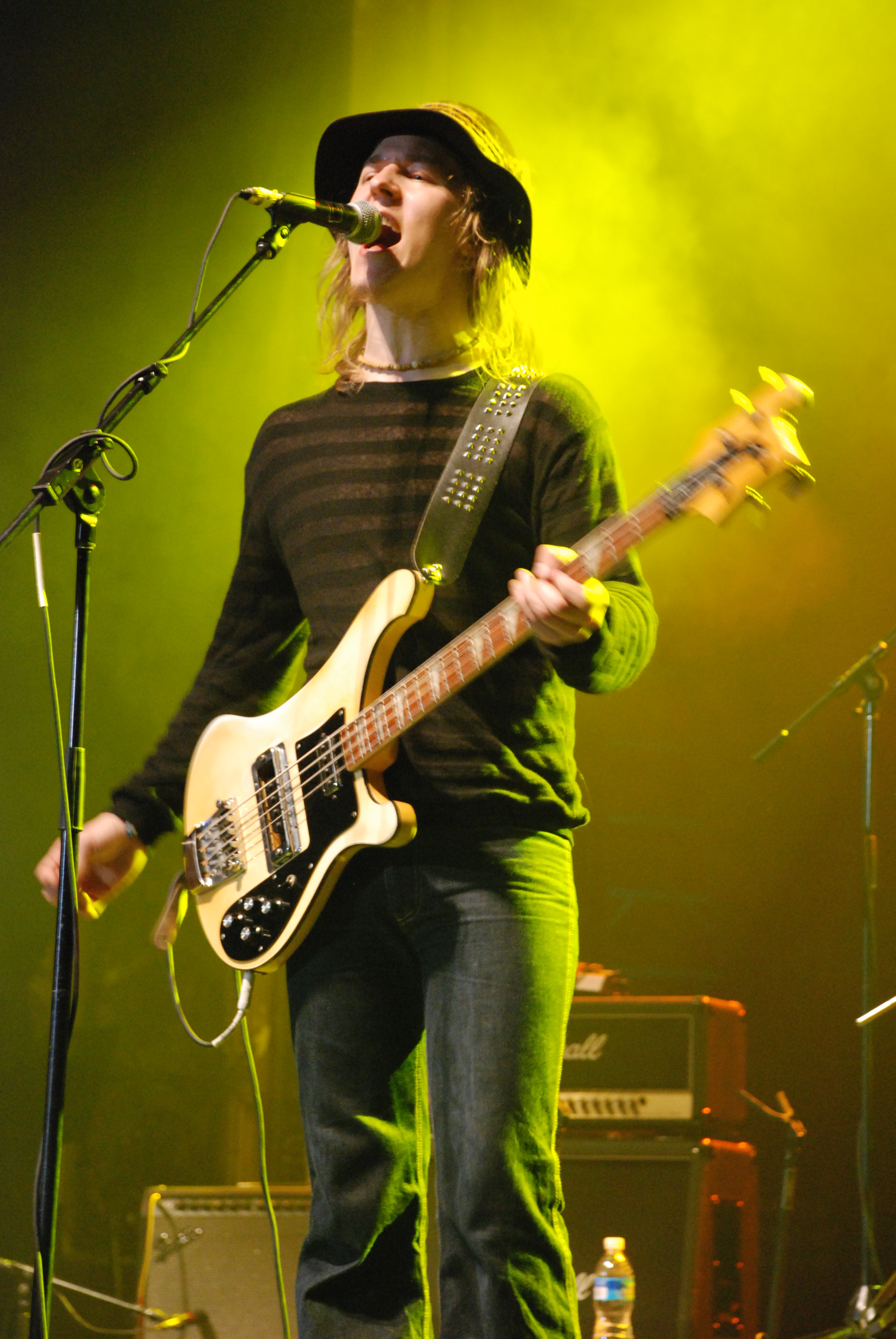
Anthon Johansson
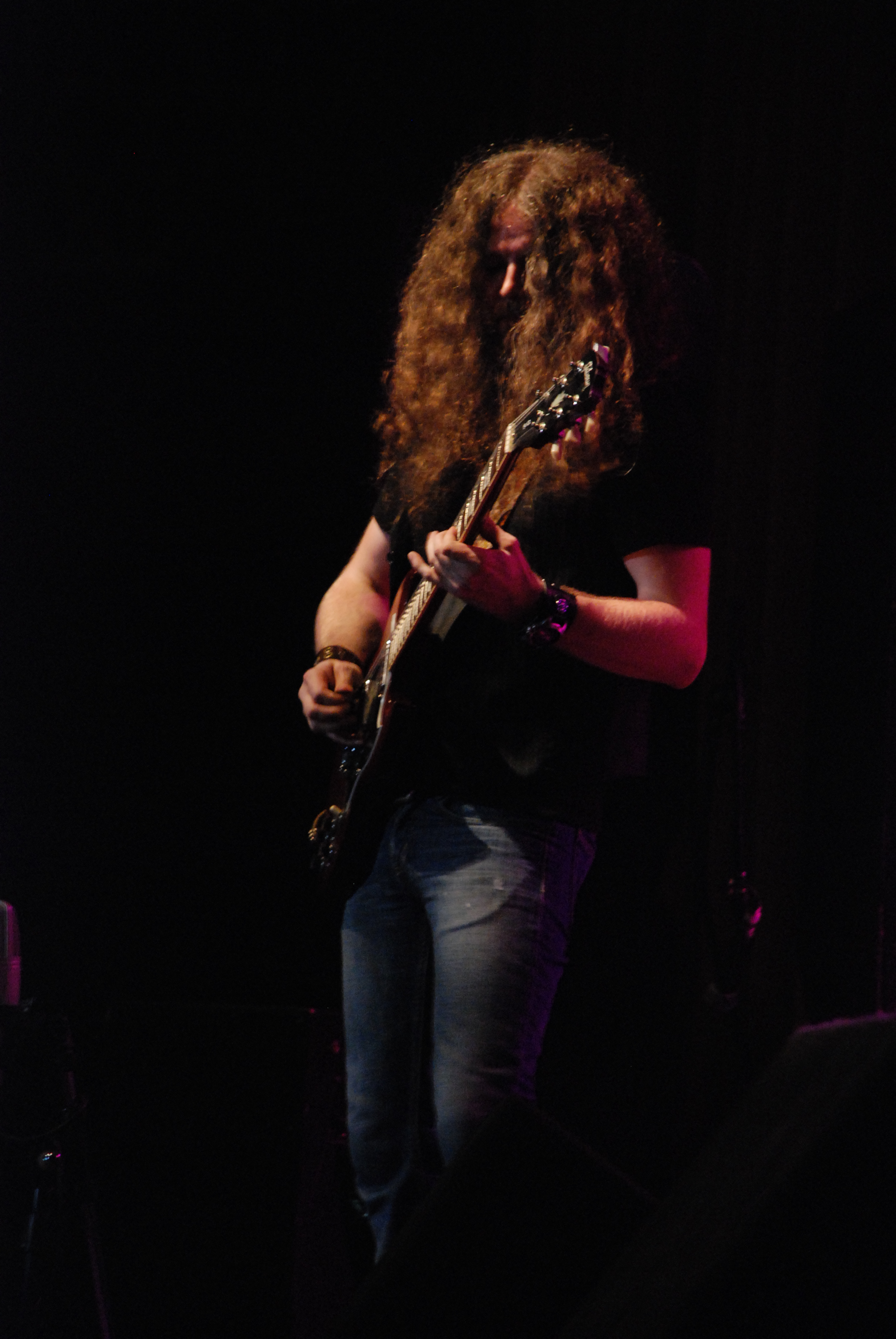
Joakim Karlsson
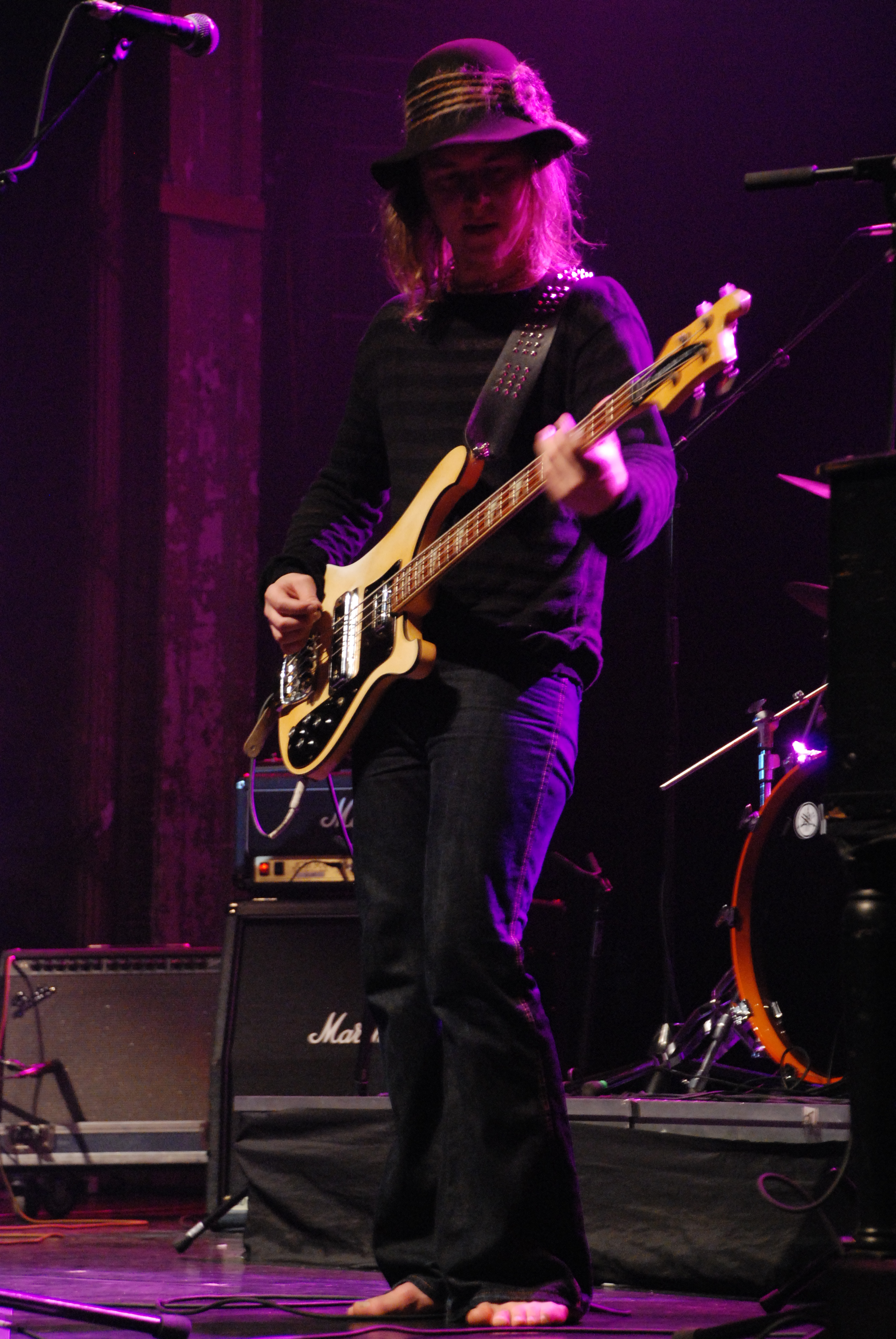
Anthon Johansson

## Diskografi
Studioalbum
- 2004 – Lady of the Light
- 2007 – Sound of the Apocalypse
- 2009 – Guillotine Drama